# Peter Craven
Peter Theodore Craven (* 21. Juni 1934 in Liverpool; † 24. September 1963 in Edinburgh verunfallt) war ein britischer Speedwayfahrer. Von 1954 bis 1963 stand er bei jeder FIM-Speedway-Weltmeisterschaft im Finale und gewann den Titel zweimal (1955 und 1962). Er war 1962 und 1963 britischer Speedway-Meister.

## Laufbahn
Er begann seine Karriere 1949 und startete bereits als 17-Jähriger in der britischen Profiliga. Craven startete nur für die Belle Vue Aces aus Manchester in der britischen Liga. Von 1960 bis 1963 nahm er mit der britischen Nationalmannschaft am Speedway World Team Cup teil. Im September 1963 verunglückte Peter Craven bei einem Showrennen in England tödlich.

## Erfolge
- Weltmeister im Einzel 1955, 1962
- Gesamtdritter bei der Einzel-Weltmeisterschaft 1957, 1960
- Britischer Meister 1962 & 1963
- Vizemeister im World Team Cup (mit der britischen Nationalmannschaft) 1960 & 1962

## Team
- Britische Liga: Belle Vue Aces

## Privatleben
Craven wurde in Liverpool geboren und hatte vier Schwestern und einen älteren Bruder, Brian Craven, der ebenfalls Speedway-Fahrer wurde. Außerdem hatte er einen Zwillingsbruder, der früh verstarb. Seine ersten Rennerfahrungen sammelte er, als er mit dem Radrennsport begann. Er war Vater von Robert Craven, der ebenfalls Speedwayfahrer wurde.